# Parafia św. Antoniego z Padwy w Katowicach-Panewnikach
Parafia św. Antoniego – rzymskokatolicka parafia znajdująca się w Katowicach, w dzielnicy Ligota-Panewniki. Należy ona do dekanatu Katowice-Panewniki, w archidiecezji katowickiej. Jej siedziba znajduje się przy ulicy Panewnickiej 451. 
Obejmuje swym zasięgiem teren osad Stare Panewniki i Wymysłów. Liczyła w 2013 roku 2860 wiernych. Nadzór klerycki nad parafią sprawują franciszkanie z Prowincji Wniebowzięcia NMP w Polsce.

## Historia

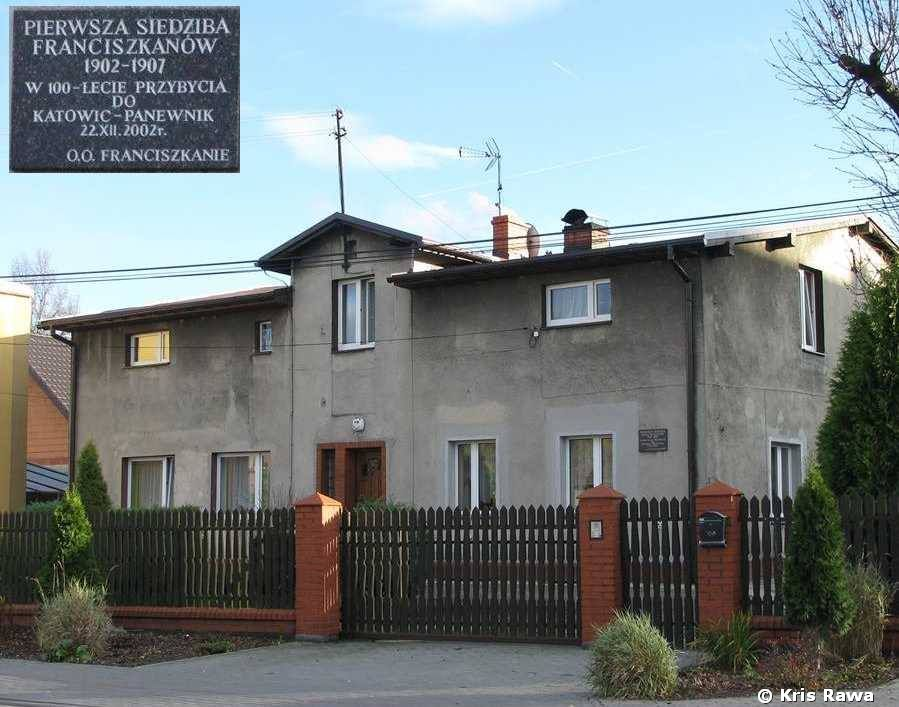
Pierwsza siedziba franciszkanów w Panewniku. Przybyli tutaj w 1902 roku franciszkanie zaadaptowali na potrzeby kultu zakupiony dom przy ulicy Panewnickiej 439

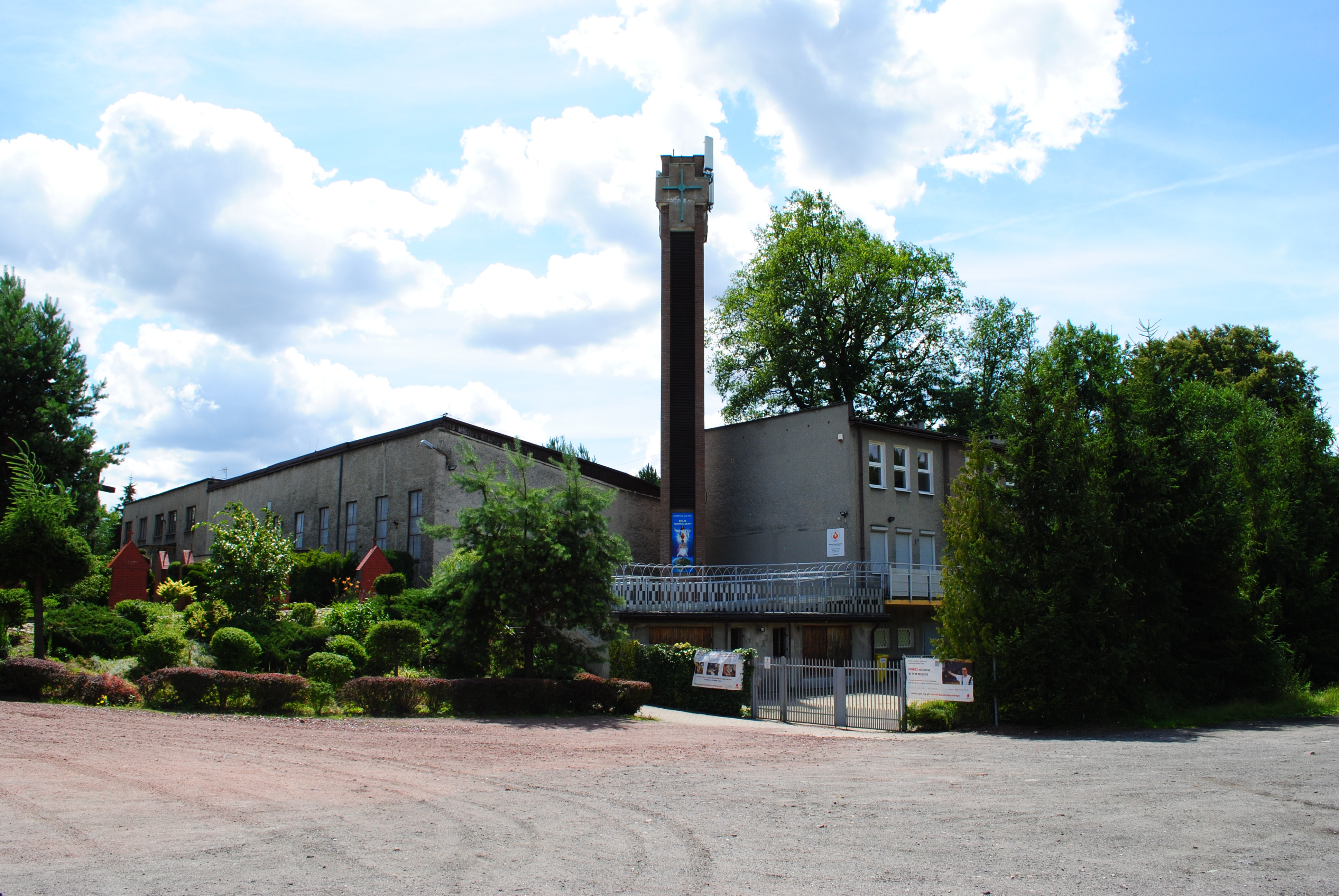
Stary kościół parafialny (2022)

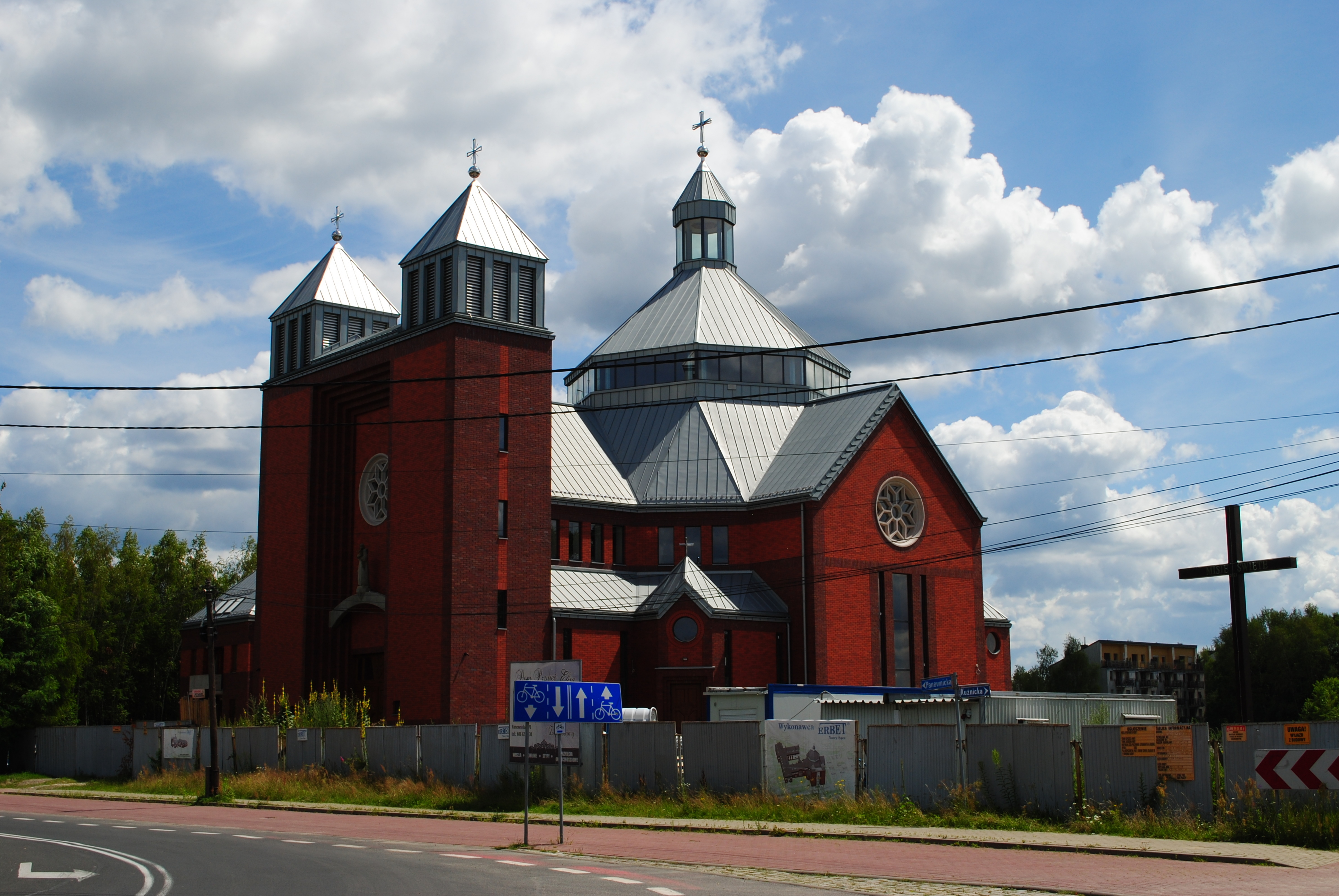
Nowy kościół parafialny w trakcie budowy (2022)

Pierwsi franciszkanie, którzy przybyli z Góry Świętej Anny, osiedlili się w Starych Panewnikach 22 grudnia 1902 roku. W 1958 roku przejęto dawną restaurację, którą zaadaptowano na cele religijne. W następnych latach obiekt przebudowano. W ten sposób powstał kościół i klasztor. Dom zakonny erygowano 16 maja 1980 roku za prowincjałatu o. Damiana Szojdy OFM. 
Parafię, wydzieloną z parafii panewnickiej, utworzono 10 marca 1981 roku. W drugiej połowie lat 80. XX wieku wybudowano obok kościoła dom katechetyczny. Patronem kościoła i parafii jest św. Antoni z Padwy.
4 czerwca 2023 roku abp. Wiktor Skworc uroczyście poświęcił nowy kościół parafialny. Zastąpił on dotychczasowy budynek, a jego budowę sfinansowano ze środków prowincji, wiernych oraz darczyńców.